# Good 4 U
"Good 4 U" (thường viết cách điệu in thường) là một bài hát của nghệ sĩ thu âm người Mỹ Olivia Rodrigo nằm trong album phòng thu đầu tay của cô, Sour (2021). Nó được phát hành vào ngày 14 tháng 5 năm 2021 như là đĩa đơn thứ ba trích từ album bởi Geffen Records và Interscope Records. Bài hát được đồng viết lời bởi nữ ca sĩ với Dan Nigro, người tham gia sản xuất cho tất cả những bản nhạc từ Sour, bên cạnh sự hỗ trợ đồng sản xuất của Alexander 23. Được đánh giá là bước chuyển biến so với những âm hưởng u uất và chậm rãi của hai đĩa đơn trước từ album, "Good 4 U" là một bản nhịp độ nhanh kết hợp giữa những phong cách âm nhạc của rock, pop, punk, grunge, emo và alternative, trong đó sử dụng nhiều nhạc cụ như bassline ngắt âm, guitar điện giàu năng lượng và tiếng trống bùng nổ, với nội dung đề cập đến cách người yêu cũ nhanh chóng tìm hiểu một mối quan hệ mới sau khi chia tay.
Sau khi phát hành, "Good 4 U" nhận được những phản ứng tích cực từ các nhà phê bình âm nhạc, trong đó họ ca ngợi phần giai điệu gợi liên tưởng đến âm nhạc thập niên 1990-2000 và khả năng sáng tác sinh động của Rodrigo, đồng thời so sánh nó với một số tác phẩm của Paramore, Hole, Taylor Swift và Alanis Morissette. Nó cũng tiếp nhận những thành công vượt trội về mặt thương mại, đứng đầu các bảng xếp hạng ở Úc, Áo, Canada, Cộng hòa Séc, Đan Mạch, Đức, Ireland, New Zealand, Na Uy, Bồ Đào Nha, Singapore, Slovakia, Thụy Sĩ và Vương quốc Anh, cũng như vươn đến top 10 ở hầu hết những quốc gia bài hát xuất hiện. Tại Hoa Kỳ, "Good 4 U" ra mắt ở vị trí số một trên bảng xếp hạng Billboard Hot 100, trở thành đĩa đơn quán quân thứ hai của Rodrigo tại đây và giúp cô trở thành nghệ sĩ đầu tiên trong lịch sử có ba đĩa đơn đầu tay đều lọt vào top 10 ở tuần đầu phát hành.
Video ca nhạc cho "Good 4 U" được đạo diễn bởi Petra Collins, trong đó Rodrigo hóa thân thành một nữ cổ vũ viên trung học lên kế hoạch trả thù người bạn trai cũ bằng cách phá hủy phòng ngủ và đốt đồ đạc của anh ta. Ngoài ra, video cũng xen kẽ những hình ảnh gợi nhớ đến một số bộ phim kinh điển những năm 1990 và 2000 như Buổi thử giọng, Nhật ký công chúa và Thân xác của Jennifer. Nó đã nhận được một đề cử tại giải Video âm nhạc của MTV năm 2021 cho Video Pop xuất sắc nhất. Để quảng bá bài hát, Rodrigo trình diễn nó trên một số chương trình truyền hình, bao gồm Saturday Night Live và bộ phim hòa nhạc của cô Sour Prom. Với việc "Good 4 U" và đĩa đơn đầu tay của nữ ca sĩ "Drivers License" đều đạt hạng nhất trong tuần đầu trên Billboard Hot 100, Sour trở thành album ra mắt đầu tiên sở hữu hai đĩa đơn dẫn đầu bảng xếp hạng ngay trong tuần đầu xuất hiện.

## Thành phần thực hiện
Thành phần thực hiện được trích từ ghi chú của Sour.
Phòng thu
- Thu âm tại Amusement Studios (Los Angeles)
- Phối khí tại SOTA Studios (Los Angeles)
- Master tại Sterling Sound (New York)

Nhân sự
- Olivia Rodrigo – viết lời, giọng hát, giọng nền
- Daniel Nigro – viết lời, sản xuất, thu âm, guitar mộc, guitar điện, bass, lập trình trống, synthesizer, giọng nền
- Alexander 23 – đồng sản xuất, guitar điện, bass, lập trình trống, giọng nền
- Ryan Linvill – hỗ trợ kỹ sư phòng thu
- Mitch McCarthy – phối khí
- Randy Merrill – master

## Xếp hạng
| Bảng xếp hạng (2021)                   | Vị trí cao nhất |
| -------------------------------------- | --------------- |
| Argentina (Argentina Hot 100)          | 27              |
| Úc (ARIA)                              | 1               |
| Áo (Ö3 Austria Top 40)                 | 1               |
| Bỉ (Ultratop 50 Flanders)              | 1               |
| Bỉ (Ultratop 50 Wallonia)              | 19              |
| Bolivia (Monitor Latino)               | 18              |
| Brazil (UBC)                           | 6               |
| Canada (Canadian Hot 100)              | 1               |
| Colombia (Promúsica)                   | 15              |
| Croatia (HRT)                          | 15              |
| Cộng hòa Séc (Rádio Top 100)           | 86              |
| Cộng hòa Séc (Singles Digitál Top 100) | 1               |
| Đan Mạch (Tracklisten)                 | 1               |
| Phần Lan (Suomen virallinen lista)     | 3               |
| Đức (SNEP)                             | 21              |
| Đức (GfK)                              | 1               |
| Global 200 (Billboard)                 | 1               |
| Hy Lạp (IFPI)                          | 3               |
| Hungary (Rádiós Top 40)                | 2               |
| Hungary (Single Top 40)                | 12              |
| Hungary (Stream Top 40)                | 1               |
| Iceland (Plötutíðindi)                 | 3               |
| Ấn Độ (IMI)                            | 5               |
| Ireland (IRMA)                         | 1               |
| Ý (FIMI)                               | 29              |
| Nhật Bản Hot Overseas (Billboard)      | 1               |
| Lebanon (OLT20)                        | 13              |
| Lithuania (AGATA)                      | 7               |
| Malaysia (RIM)                         | 2               |
| Hà Lan (Dutch Top 40)                  | 1               |
| Hà Lan (Single Top 100)                | 1               |
| New Zealand (Recorded Music NZ)        | 1               |
| Na Uy (VG-lista)                       | 1               |
| Panama (Monitor Latino)                | 18              |
| Bồ Đào Nha (AFP)                       | 1               |
| Rumani (Airplay 100)                   | 78              |
| Singapore (RIAS)                       | 1               |
| Slovakia (Rádio Top 100)               | 20              |
| Slovakia (Singles Digitál Top 100)     | 1               |
| Hàn Quốc (Gaon)                        | 196             |
| Tây Ban Nha (PROMUSICAE)               | 13              |
| Thụy Điển (Sverigetopplistan)          | 2               |
| Thụy Sĩ (Schweizer Hitparade)          | 1               |
| Anh Quốc (OCC)                         | 1               |
| Hoa Kỳ Billboard Hot 100               | 1               |
| Hoa Kỳ Adult Contemporary (Billboard)  | 12              |
| Hoa Kỳ Adult Top 40 (Billboard)        | 1               |
| Hoa Kỳ Mainstream Top 40 (Billboard)   | 1               |
| Venezuela (Record Report)              | 42              |

## Chứng nhận
| Quốc gia                                                    | Chứng nhận  | Số đơn vị/doanh số chứng nhận |
| ----------------------------------------------------------- | ----------- | ----------------------------- |
| Úc (ARIA)                                                   | 5× Bạch kim | 350.000‡                      |
| Canada (Music Canada)                                       | Bạch kim    | 80.000‡                       |
| Đan Mạch (IFPI Đan Mạch)                                    | Vàng        | 45.000‡                       |
| Ý (FIMI)                                                    | Vàng        | 35.000‡                       |
| New Zealand (RMNZ)                                          | Bạch kim    | 30.000‡                       |
| Ba Lan (ZPAV)                                               | Bạch kim    | 0‡                            |
| Bồ Đào Nha (AFP)                                            | Bạch kim    | 10.000‡                       |
| Tây Ban Nha (PROMUSICAE)                                    | Vàng        | 20.000‡                       |
| Anh Quốc (BPI)                                              | Bạch kim    | 600.000‡                      |
| Hoa Kỳ (RIAA)                                               | Bạch kim    | 1.000.000‡                    |
| ‡ Chứng nhận dựa theo doanh số tiêu thụ và phát trực tuyến. |             |                               |

## Lịch sử phát hành
| Quốc gia       | Ngày                | Định dạng                 | Hãng đĩa          | Nguồn  |
| -------------- | ------------------- | ------------------------- | ----------------- | ------ |
| Nhiều quốc gia | 14 tháng 5 năm 2021 | Tải kỹ thuật số streaming | Geffen Interscope | [ 61 ] |
| Úc             | 17 tháng 5 năm 2021 | Contemporary hit radio    | Universal         | [ 62 ] |
| Hoa Kỳ         | 25 tháng 5 năm 2021 | Contemporary hit radio    | Geffen Interscope | [ 63 ] |
| Ý              | 28 tháng 5 năm 2021 | Contemporary hit radio    | Universal         | [ 64 ] |